# Émile Goüin
Pour les autres membres de la famille, voir Famille Goüin.
Émile Goüin, né le 25 février 1873 à Tours et mort le 28 avril 1960 à Tours, est un militaire, banquier et industriel français.

## Biographie
Petit-fils d'Eugène Goüin, Louis-Émile Goüin est le fils du banquier Louis Goüin (1843-1908), administrateur de la Compagnie parisienne de distribution d'électricité (CPDE), et de Thérèse Cottin, petite-fille d'Alexandre Pierre Cottin. Il est l'oncle du général Georges de la Ferté-Sénectère. Après avoir suivi sa scolarité au Collège Stanislas, bon cavalier et sportif, il s'engage comme simple soldat au 66e régiment de ligne en 1894 et intègre l'École d'infanterie de Saint-Maixent. Il est promu lieutenant, passant au 54e régiment d'infanterie de ligne.
Il épouse le 16 juillet 1906, à Paris, Marie Lefebvre, d'une famille d'industriels du Nord et cousine germaine de l'épouse de Jean Prouvost. Sa fille Charlotte est l'épouse du baron Henri de Foucaucourt et la mère de Christine Jordis.

Photographie d'Émile Goüin.

Impliqué dans les affaires financières familiales, dont il reprendra également la direction de la banque familiale à Tours, avec son frère André Goüin, il exerce les fonctions d'assesseur ou de scrutateur de l'assemblée générale des actionnaires de la Banque de Paris et des Pays-Bas, en qualité de l'un des plus forts actionnaires.
Lors de la Première Guerre mondiale, il sert comme capitaine à la tête de la 24e compagnie du 350e régiment d'infanterie, prend part à la bataille de la Marne avec la 6e armée du général Maunoury, puis passe au 258e régiment d'infanterie. À la tête de la 19e compagnie, il tient pendant plusieurs mois un secteur dans les tranchées du bois d'Avocourt (nord-ouest de Verdun), puis en Argonne, notamment face à la butte de Vauquois au cours de la guerre des mines, lui valant une citation à l'ordre de la division. Il est gravement blessé par des éclats d’obus et de grenade en mars 1916 lors de l’assaut allemand contre Verdun. Après trois mois de soin, il sollicite ses relations pour être renvoyé dans un régiment d'active et est ainsi nommé adjudant-major au 2e bataillon du 37e régiment d'infanterie, avec lequel il participe dès son affectation à l'assaut contre les positions allemandes à Curlu. Il est décoré de la Légion d'honneur à Noël de cette même année et est promu chef de bataillon au mois de mars suivant, prenant le commandement du 3e bataillon, avec lequel il se distingue à la bataille du Chemin des Dames le mois suivant. En 1918, avec ses hommes, il se trouve sur le front de Verdun, puis en Flandres. Il se distingue en avril lors d'une action de nuit, lui valant une seconde citation, et est évacué en mai après avoir été touché par les gaz. Il reçoit une troisième citation, à l'ordre de l'armée, en juillet 1918 lors de la contre-attaque générale sur la Marne, pour avoir mené son bataillon à la prise de la position de la ferme des Saverts, à l'ouest d'Épernay. Il participe ensuite avec son bataillon aux dernières offensives, puis à la poursuite dans l'Aisne et l'Oise. À titre temporaire, il exerce le commandement du 37e régiment d'infanterie de février à avril, en juillet et en décembre 1918. 
Il termine la guerre en ayant été blessé à trois reprises. Son frère cadet, lieutenant de vaisseau, meurt à la bataille de Dixmude,.
Après la fin de la guerre, de 1919 à 1920, il est détaché comme commandant du quartier général de la 1re armée en Rhénanie, puis comme officier-instructeur à l'École spéciale militaire de Saint-Cyr. Il quitte par la suite l'active, passant dans la réserve spéciale, afin de reprendre la direction des affaires industrielles de sa belle-famille dans le Nord, devenant président des conseils de surveillance du Peignage Amédée Prouvost et de la Lainière de Roubaix, ainsi que membre du conseil d'administration de la Société anonyme de peignage de Roubaix et de la Société d'études du Nord. Les sociétés dont il est administrateur développe les œuvres sociales à l'intention du personnel et de leurs familles, avec la création de crèches, cités ouvrières ou bien clubs de sport. Membre d'associations commerciales et industrielles, il en défend les intérêts et revendications auprès des services publics.
Il est promu officier de la Légion d'honneur en 1928.
Vice-président du comité de la Ligue antimaçonnique de France et membre des associations d'anciens combattants (délégué du Souvenir français, administrateur de l'Association des membres de la Légion d'honneur décorés au péril de leur vie, membre de l'Amicale des officiers de réserve de Touraine, etc.), il est l'un des fondateurs de la fédération du département de la Seine de la Fédération républicaine, le grand parti de la droite libéral-conservateur, dont il est vice-président départemental. Lors des élections municipales françaises de 1935, il est candidat de la Fédération républicaine dans le quartier Porte-Dauphine (16e arrondissement de Paris),,.
En 1940, alors âgé de soixante-sept ans, il prend part à la campagne de France en tant qu'engagé volontaire et est nommé commandant du centre de renseignements de Tours, dans le cadre de la défense aérienne du territoire.
Il est par ailleurs trésorier de la Société de protection des monuments historiques et de La Demeure historique, membre de la Société archéologique de Touraine, de l'Association des amis de Rabelais, des Bibliophiles de Flandre, du Cercle de l'Union artistique, de la Société du Livre d'art, de la Société nationale de sauvetage en mer. Il représente le Golf de Tours à l'Assemblée des sociétés de golf de France et est également membre du Golf de La Boulie.
Il est propriétaire d'une partie de la forêt de Château-la-Vallière.

## Sources
- Un gentleman dans la Grande Guerre : les souvenirs d'Émile Goüin, commandant de bataillon au 37e RI, Uniformes, no 289, juillet/août, 2013
- Yves Lemoine et Cédric Plont, Christian Dumais-Lvowski (dir.), Les Goüin : destin d'une famille française (XVIIe- XXe siècles), éditions Michel de Maule, 2014
- Alain Jacquet, Les Goüin, une famille tourangelle de renom, Mémoires de la Société archéologique de Touraine, volume LXXII, 2015, 90 p. (ISBN 978-2-36536-048-7)
- Christophe Aubouin, La banque Goüin frères : clientèle et fonctionnement d'un établissement de Touraine de 1884 à 1914, 1996
- Christine Jordis, Une vie pour l’impossible, Gallimard, 2012
- Christine Jordis, Tu n'as pas de cœur…, Albin Michel, 2019
- Pierre Pouchain, Les maîtres du Nord: du XIXe siècle à nos jours, Perrin, 1998
- Qui êtes-vous ?, 1924
- Yann Moncomble, Quand la presse est aux ordres de la finance, Faits et documents, 1986